# Ma Rong
Ma Rong (chinês tradicional: 馬融, chinês simplificado: 马融, pinyin: Mǎ Róng, Wade–Giles: Ma Jung,  Xianyang 79–166), nome de cortesia de Jichang (季长), foi um poeta e político na Dinastia Han. 
Ele foi o escritor dos comentários dos livros em Cinco Clássicos, e foi o primeiro estudante a fazer isso. Entre um dos seus muitos estudantes estavam  Lu Zhi e Zheng Xuan.